# Nederlands Memory of the World Register
Het Nederlands Memory of the World Register is een lijst van uitzonderlijk Nederlands documentair erfgoed. Het register wordt beheerd door de Nederlandse Nationale Unesco Commissie en is een afgeleide van de internationale Werelderfgoedlijst voor documenten van het Memory of the World-programma. Het register ging op 1 november 2022 van start met acht collecties. Op 14 december 2023 werden in het tweede jaar van het register zes nieuwe collecties en items ingeschreven. Op 17 april werden tijdens de derde editie van het register drie nieuwe collecties en items ingeschreven. 

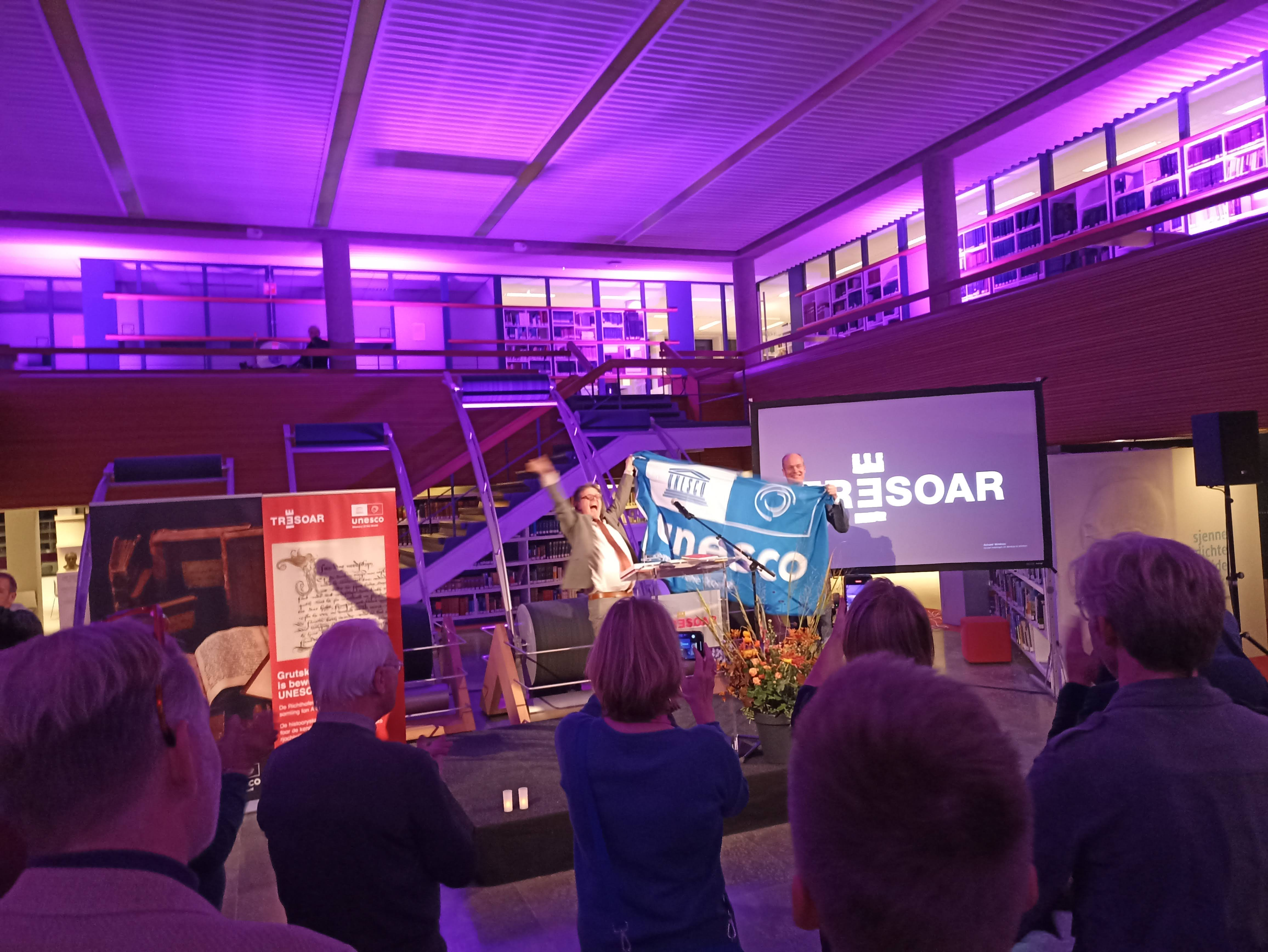
De feestelijke aftrap van het Nederlands Memory of the World register in 2022 bij Tresoar met de Richthofen-kolleksje

## Lijst (2022)
- Richthofenkolleksje[4]
- Brieven- en dagboekencollectie van het NIOD[5]
- Soldaat van Oranje[6]
- Cartotheek van de Joodse Raad
- Bibliotheca Philosophica Hermetica Collectie[7]
- Webcollectie XS4ALL-homepages[8]
- Atlas Van Stolk[9]

## Lijst (2023)

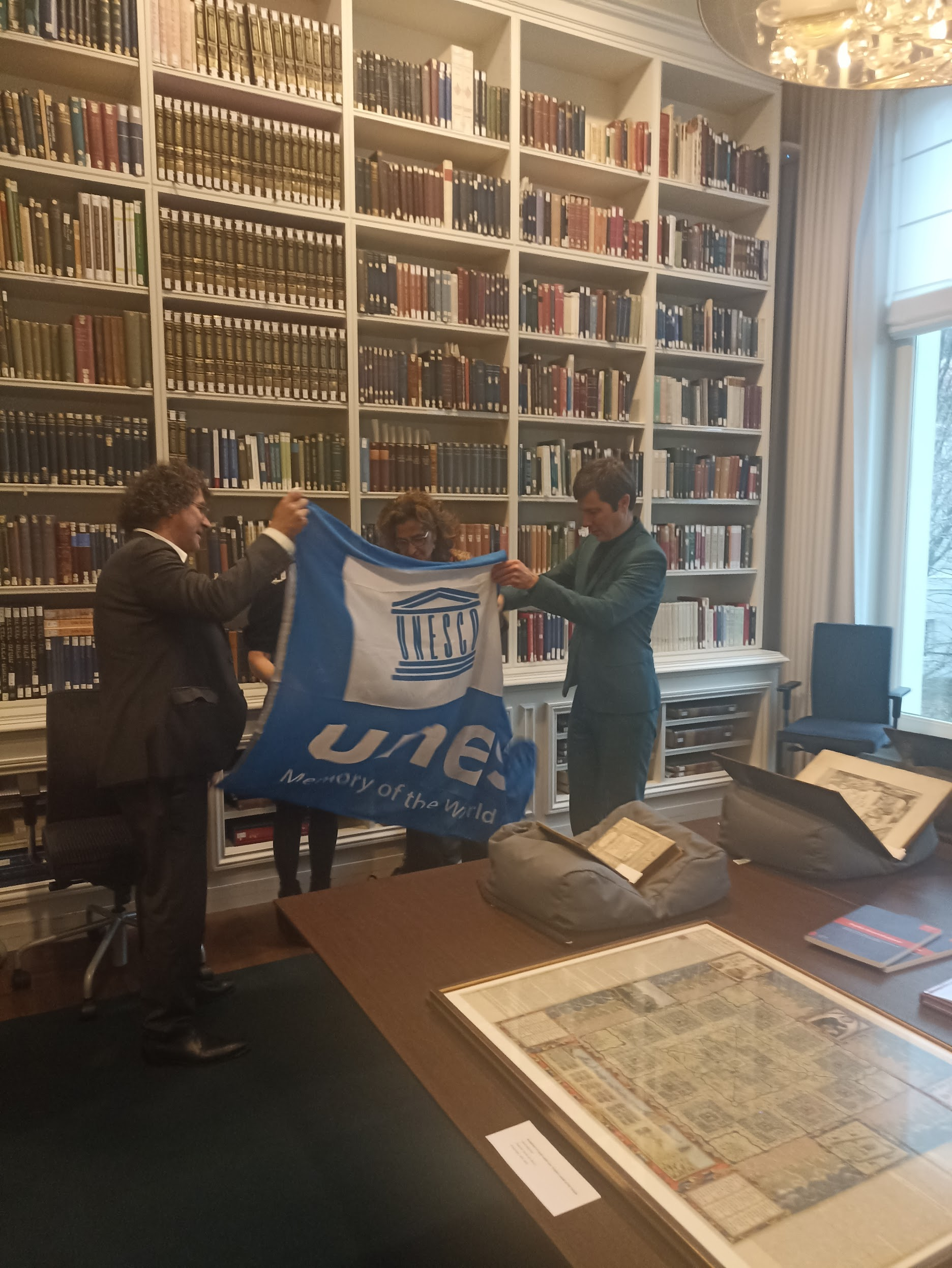
Overhandiging van de Unesco Memory of the World vlag (december 2023) bij het Allard Pierson voor de toevoeging van de ‘Bibliotheca Rosenthaliana’ aan het Nederlandse register.

- Archieven van de Koninklijke Maatschappij de Schelde[10]
- Capitulatiedocument Rotterdam[11]
- Graduale van Johannes van Deventer[11]
- Bibliotheca Rosenthaliana[12]
- Polygoonjournaal[13]
- Collectie Herensia (FuHiKuBo)[14]

## Lijst (2025)
- Dagboek van Helga Deen[15]
- De Archieven van de Vrije Universiteit Amsterdam[16]
- De Ondergedoken Camera[17]

De Archieven van de Deltadienst zijn door de inschrijving op het Internationale Memory of the World Register uitgeschreven uit het Nederlandse register.